# Kachchhia
Kachchhia is een geslacht van uitgestorven zee-egels uit de familie Phymosomatidae.

## Soorten
- Kachchhia krohi Srivastava, Gupta en Jauhri 2008 †